# Saint Fort
Saint Fort est un saint légendaire qui, désigné par le diocèse comme l'un des premiers évêques de Bordeaux, jouit du XIIIe siècle au XIXe siècle d'une grande popularité dans la région. Le mythe raconte qu'il serait mort martyr. Saint-Fort soulève bien des discussions et son existence est sujet à polémique. Jacques Sargos évoque « une évidente supercherie, destinée à capter le flux des pèlerins ».   
Les reliques du Saint (ou supposées comme telles), reposent aujourd'hui dans la basilique Saint-Seurin de Bordeaux.  
A l'image de Saint Fort, d'autres personnages légendaires ont fait l'objet d'un culte au cours des siècles comme Guinefort, Héléna ou encore Enéour. Le caractère non officiel et controversé de ces saints rend difficile toute restitution historique.  

## Aux origines du mythe
La légende de Saint Fort serait née d'une série de confusions qui auraient abouti à « personnifier la châsse de Saint-Seurin (le feretrum, le fort) sur laquelle les autorités bordelaises prêtaient les serments solennels ». 
A la Saint-Fort de très nombreux parents conduisaient leurs enfants et nouveau-nés à son tombeau considéré comme thaumaturge et les portaient à neuf reprises (en rapport avec la neuvaine) au-dessus de la châsse. Selon la tradition Bordelaise, l'acte d'asseoir l'enfant sur le tombeau lui procurait force et santé.
|  |

## La foire de la Saint-Fort
Le culte du saint est à l'origine d'un évènement culturel et historique depuis 1863, lorsqu'une relique, extraite de la châsse conservée dans l’église Saint Seurin de Bordeaux, a été donnée à l’église de Saint Denis de Pile. A cette occasion fut organisée la foire, un évènement considéré longtemps comme l'un des plus importants du pays Bordelais. Chaque année, une cérémonie religieuse avait lieu au cours de laquelle on amenait les enfants près des reliques pour les rendre plus forts. 
Ainsi, depuis plus d'un demi-siècle, la ville de Saint-Denis-de-Pile célèbre l'événement au mois de mai lors d'une journée animée. Au programme, concours de bétails, foire aux plantes, foire aux vins, marché du terroir, foire commerciale, exposition photo, petite fête foraine, animation musicale et artistes de rue.